# Muzyka Młodej Generacji

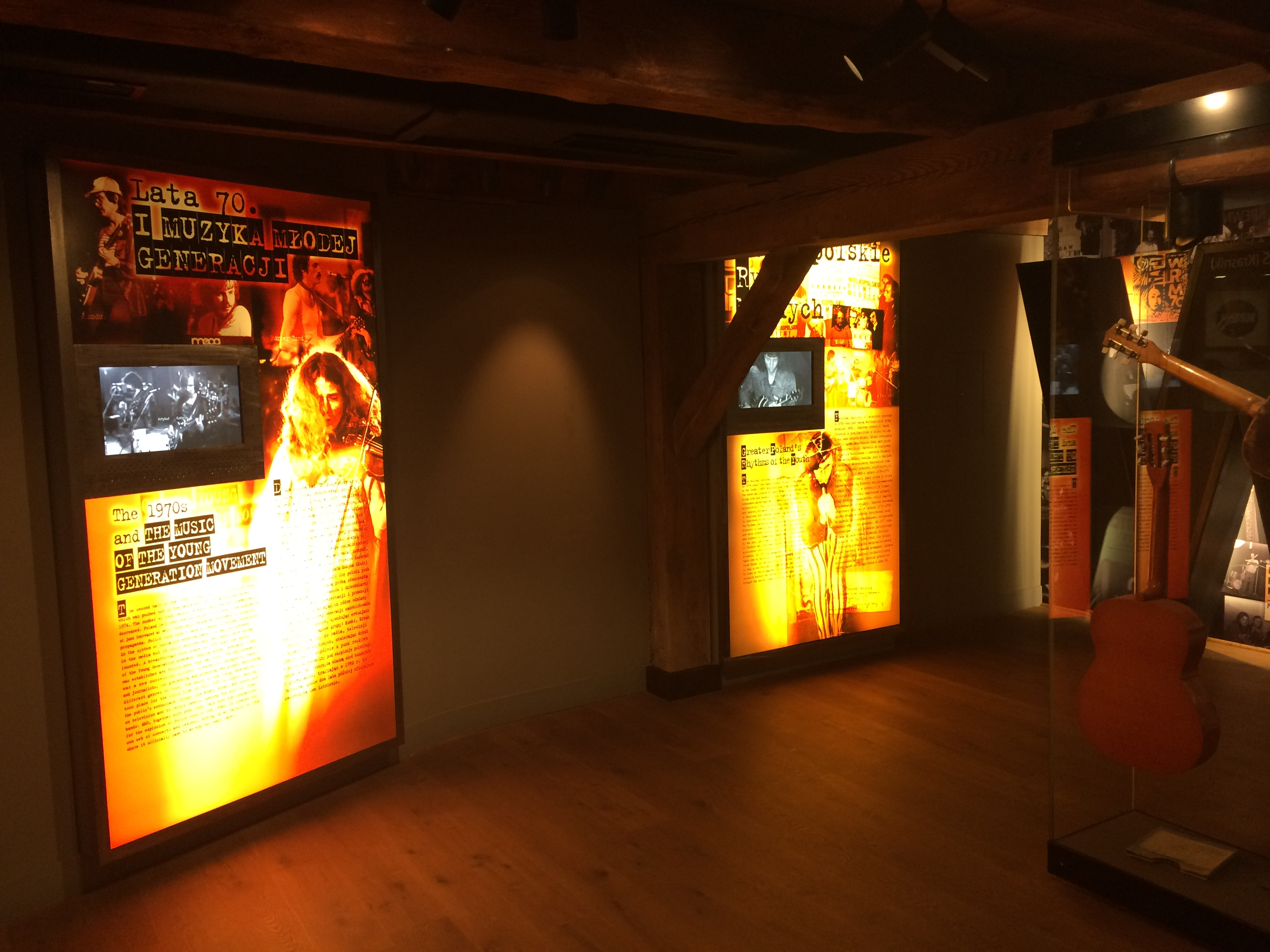
Część ekspozycji Spichlerza Polskiego Rocka w Jarocinie poświęcona Muzyce Młodej Generacji

Muzyka Młodej Generacji (MMG) – nurt muzyczny w polskiej muzyce rockowej pod koniec lat 70. XX wieku. Miał on charakter organizacyjny i promocyjny, nie zaś stylistyczny, gdyż skupiał zespoły rockowe z różnych gatunków.

## Historia
MMG była inicjatywą managerów (Jacek Sylwin, Wojciech Korzeniewski, Walter Chełstowski, Marcin Jacobson), którzy debiutujące zespoły zgromadzili pod jednym szyldem. Podobnie jak w przypadku bigbitu w latach 60. unikano określeń kojarzących się z rockiem. Za początek MMG uznawany jest festiwal Pop Session, gdzie odbyła się impreza spod znaku Muzyki Młodej Generacji. W latach 1979–1980 miały miejsce kolejne imprezy pod tym szyldem, gdzie debiutowały zespoły nurtu MMG. W Jarocinie w 1980 odbył się I Ogólnopolski Przegląd Muzyki Młodej Generacji – przekształcony wkrótce w Festiwal w Jarocinie.
Do nurtu MMG należały: Kombi, Exodus, Krzak, Mech i Kasa Chorych. Do mniej popularnych przedstawicieli zalicza się zespoły: Kwadrat, Cytrus, Heam, Ogród Wyobraźni, Irjan, Orkiestra Do Użytku Wewnętrznego. 
Działalność MMG dokumentuje kaseta Muzyka Młodej Generacji wydana w 1979, jednak słabość krajowej fonografii nie pozwoliła na wydanie płyt wszystkich przedstawicieli nurtu. W ramach MMG rozpoczynały działalność też Republika (jako Res Publica) oraz Dżem. 
W 1980 znaczenie MMG spadło – wraz z rosnącą popularnością wykonawców rockowych kolejnej generacji, m.in. Maanamu albo Izabeli Trojanowskiej. Spośród wszystkich zespołów nurtu znaczenie na krajowej scenie utrzymało jedynie Kombi.